# 秋永力
秋永 力（あきなが つとむ、1894年（明治27年）11月20日 - 1978年（昭和53年）12月26日）は、日本の陸軍軍人。最終階級は陸軍中将。

## 経歴
福岡県出身。1916年（大正5年）5月、陸軍士官学校（28期）を卒業。同年12月、歩兵少尉に任官。1926年（大正15年）12月7日、陸軍大学校（38期）を卒業し、第4師団参謀に発令された。
1937年（昭和12年）10月、第6師団作戦主任参謀となり日中戦争に出征。南京攻略戦、武漢作戦などを転戦。1938年（昭和13年）7月、歩兵大佐に昇進し、同年12月、張鼓峰事件後に歩兵第75連隊長に就任。1940年（昭和15年）3月、第13師団参謀長となり太平洋戦争を迎えた。
1941年（昭和16年）10月、陸軍少将に進級。1942年（昭和17年）8月、第57歩兵団長となり満州に赴任。1943年（昭和18年）9月、第17軍参謀長に転任。ブーゲンビル島の戦いに参戦。1945年（昭和20年）3月、陸軍中将に進み、同年4月、第6師団長に親補され、米軍とブーゲンビル島で戦闘を交える中で終戦を迎えた。
1948年（昭和23年）1月31日、公職追放仮指定を受けた。